# Ива-но химэ
Принцесса Ива (яп. 磐之媛命) или Императрица Ива-но химэ (яп. 磐姫皇后) — первая жена 16-го императора Японии Нинтоку (仁徳天皇), правившего (согласно традиционной хронологии) в 313—399 годах. Согласно традиции, была праправнучкой (по другой версии, прапраправнучкой) императора Когэна по прямой мужской линии. Учёные указывают, что Ива-но химэ — первая из государынь, которая происходила не из рода правителей Ямато.
Она также известна как поэтесса, чьи стихи включены в антологию «Манъёсю».

## Дети
Из её детей наиболее известны четыре сына, трое из которых стали императорами:
- принц Оэ-но Идзаовакэ (император Ритю)
- принц Суминоэ-но Накацу
- принц Мидзуха-вакэ (император Хандзэй)
- принц О-асадзума-вакуго-но Сукунэ (император Ингё)